# Mercedes-Benz W207
Mercedes-Benz W207 är en personbil, tillverkad av den tyska biltillverkaren Mercedes-Benz mellan 2009 och 2016. Trots benämningen E-klass så baseras modellen på Mercedes-Benz W204 C-klass.
Versioner:
| Modell   | Årsmodell | Motor                           | Cylindervolym | Effekt     | Bränslesystem            |
| -------- | --------- | ------------------------------- | ------------- | ---------- | ------------------------ |
| E220 CDI | 2010-16   | OM651: 4-cyl radmotor dohc      | 2143 cm³      | 163-170 hk | Common rail turbodiesel  |
| E250 CDI | 2009-16   | OM651: 4-cyl radmotor dohc      | 2143 cm³      | 204 hk     | Common rail turbodiesel  |
| E350 CDI | 2009-11   | OM642: 6-cyl V-motor dohc       | 2987 cm³      | 231 hk     | Common rail turbodiesel  |
| E200 CGI | 2010-12   | M271: 4-cyl 4-cyl radmotor dohc | 1796 cm³      | 184 hk     | Direktinsprutning, turbo |
| E250 CGI | 2009-12   | M271: 4-cyl radmotor dohc       | 1796 cm³      | 204 hk     | Direktinsprutning, turbo |
| E350 CGI | 2009-11   | M272: 6-cyl V-motor dohc        | 3498 cm³      | 292 hk     | Direktinsprutning        |
| E500     | 2009-11   | M273: 8-cyl V-motor dohc        | 5461 cm³      | 388 hk     | Bränsleinsprutning       |
| E350 CDI | 2011-16   | OM642: 6-cyl V-motor dohc       | 2987 cm³      | 252-265 hk | Common rail turbodiesel  |
| E300     | 2011-14   | M276: 6-cyl V-motor dohc        | 3498 cm³      | 252 hk     | Direktinsprutning        |
| E350     | 2011-16   | M276: 6-cyl V-motor dohc        | 3498 cm³      | 306 hk     | Direktinsprutning        |
| E500     | 2012-16   | M278: 8-cyl V-motor dohc        | 4663 cm³      | 408 hk     | Direktinsprutning, turbo |
| E200     | 2013-16   | M274: 4-cyl radmotor dohc       | 1991 cm³      | 184 hk     | Direktinsprutning, turbo |
| E250     | 2013-16   | M274: 4-cyl radmotor dohc       | 1991 cm³      | 211 hk     | Direktinsprutning, turbo |
| E400     | 2013-16   | M276: 6-cyl V-motor dohc        | 2996 cm³      | 333 hk     | Direktinsprutning, turbo |
| E320     | 2015-16   | M276: 6-cyl V-motor dohc        | 2996 cm³      | 272 hk     | Direktinsprutning, turbo |

## Bilder

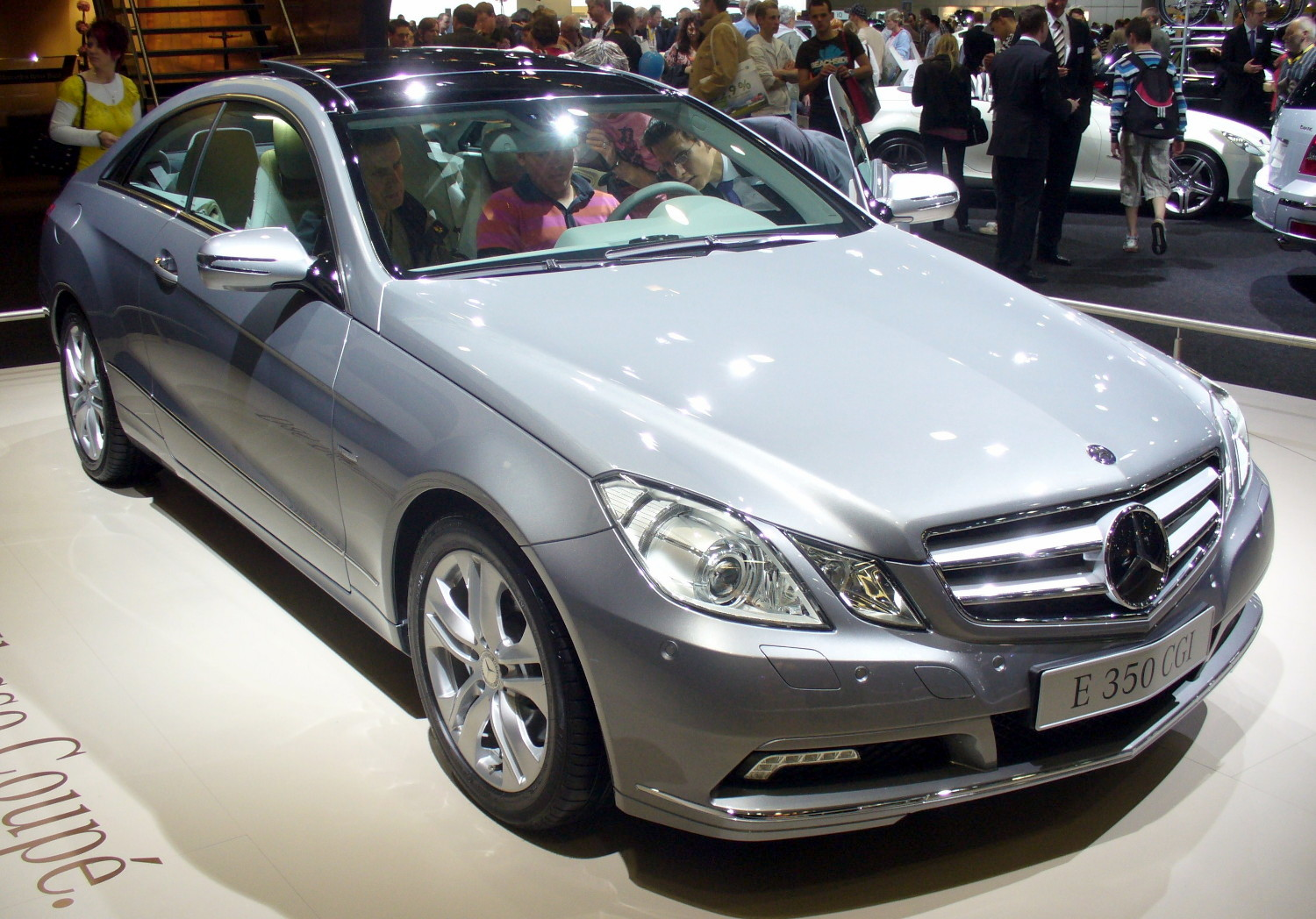
C207 coupé
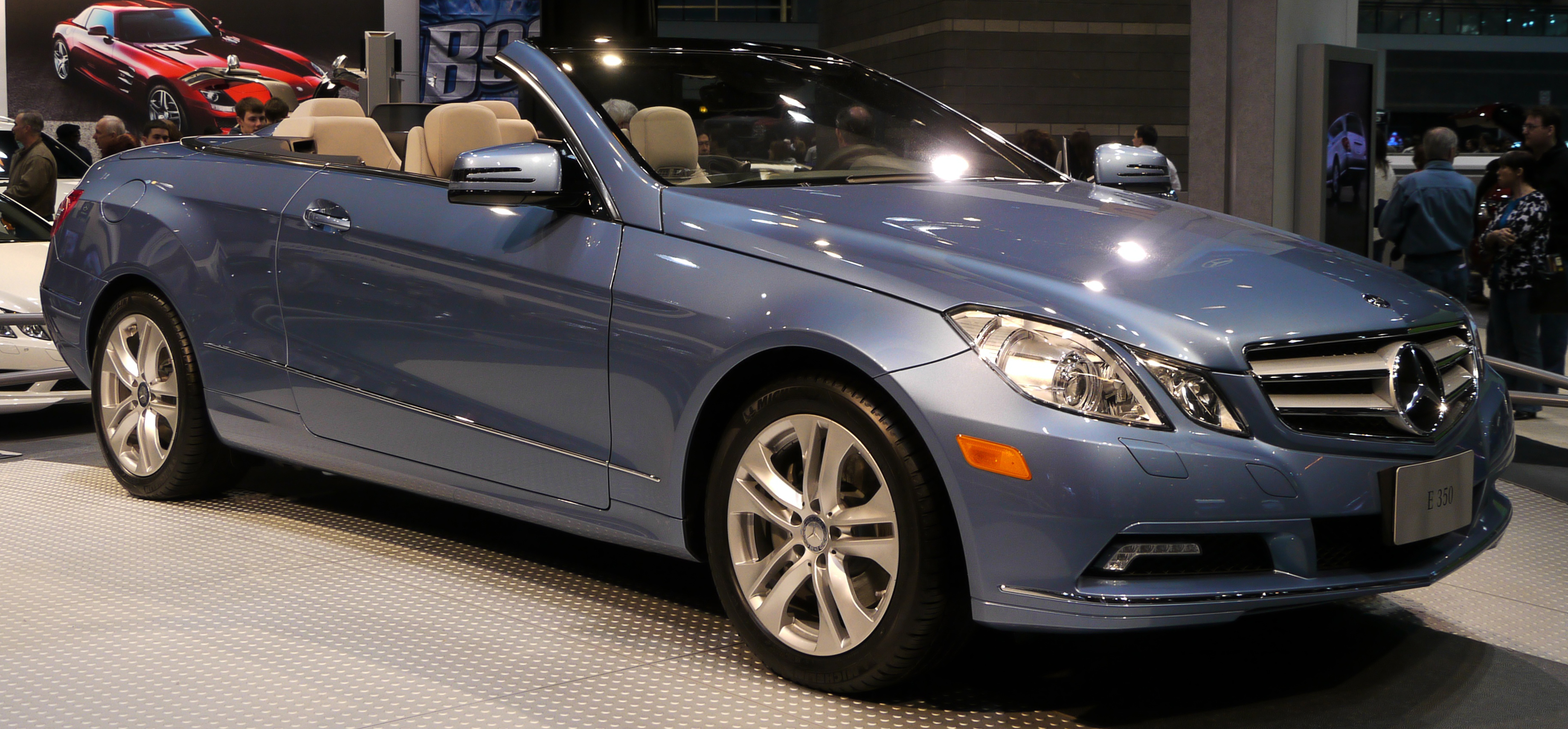
A207 cabriolet